# Hospital del Mar
L'Hospital del Mar és un centre sanitari, situat al Passeig Marítim de la ciutat de Barcelona, que fou inaugurat el 1905 com a hospital d'infecciosos. L'Ajuntament de Barcelona endegà diversos concursos per a un nou hospital d'infecciosos, en un terreny més adequat i unes instal·lacions més modernes. El 1920, l'arquitecte municipal Antoni de Falguera i Sivilla, amb el seu ajudant, Joaquim Vilaseca i Rivera, signava un projecte mai realitzat del nou Hospital d'Infecciosos Municipal. Aquest projecte s'ha descobert recentment a l'Arxiu Municipal Contemporani de Barcelona. Però, finalment, l'acord municipal de 1924 és per executar el projecte de l'arquitecte Josep Plantada i Artigas, el qual sempre s'ha considerat l'arquitecte de l'obra.
El centre es creà el 1915 com a Hospital d'Infecciosos a partir de les instal·lacions marítimes de l'exposició de 1888, com a llatzeret per atendre malalts de pesta, tifus i altres malalties contagioses. Per a la prestació de l'assistència foren contractades les Germanes Darderes, que s'hi estaren fins al 1977. El 1939 la dictadura franquista li canvià el nom a Hospital de Nostra Senyora del Mar i, finalment, al final del franquisme rep el seu nom definitiu d'Hospital del Mar.
Dedicat inicialment a combatre les malalties infeccioses i les epidèmies greus, en la dècada del 1970 del segle xx s'hi va crear la primera unitat de deshabituació de toxicomanies de Catalunya. Centre de referència durant la celebració dels Jocs Olímpics del 1992, destaca tant per la tasca assistencial com per la de recerca, integrades actualment al Parc de Salut Mar.
Tot i que de dimensions reduïdes, l'Hospital del Mar té una de les produccions científiques més rellevants del país, amb el desenvolupament de projectes que apropen la ciència a l'aplicació diària en la salut de les persones.
El 2015 el centre va rebre la Creu de Sant Jordi "en la commemoració del centenari d'una institució sanitària de Barcelona vinculada especialment als seus barris marítims".